# Anosia bowringi
Anosia bowringi är en fjärilsart som beskrevs av Moore 1883. Anosia bowringi ingår i släktet Anosia och familjen praktfjärilar. Inga underarter finns listade i Catalogue of Life.